# Диатроптов, Пётр Николаевич
Пётр Николаевич Диатроптов (Диатропов) (1858—1934) — советский гигиенист и микробиолог, профессор (1910), заслуженный деятель науки РСФСР (1928), один из первых организаторов санитарно-бактериологического дела в России и курсов усовершенствования санитарных врачей.

## Биография
Родился в г. Наровчат Пензенской губернии; в аттестате зрелости и копии метрического свидетельства указана дата рождения — 19 (31) декабря 1858 года, в ряде других источников — 21 декабря 1859 (2 января 1860) года.
В 1878 году окончил Пензенскую 1-ю гимназию, а в 1882 году — медицинский факультет Московского университета со степенью лекаря и званием уездного врача. В 1884—1886 годах работал земским санитарным врачом Елизаветоградского уезда Херсонской губернии.
С 1887 года специализировался по гигиене у Ф. Ф. Эрисмана в Москве.
В 1889—1892 гг. П. Н. Диатроптов — санитарный врач Одессы. В 1892 году возглавил Одесскую бактериологическую станцию, основанную в 1886 году И. И. Мечниковым; наладил изготовление противодифтерийной и других сывороток, организовал проведение прививок среди населения, активно участвовал в борьбе с холерой и чумой (1901—1902 гг).
В 1907 году был арестован «за принадлежность к преступной организации» (революционную деятельность) и выслан из Одессы в Поволжье, где в 1907—1910 годах участвовал в борьбе с холерой.
С 1910 года преподавал курс истории общественной медицины на Московских высших женских курсах, а затем заведовал кафедрой гигиены 2-го МГУ (1917—1924). Принимал активное участие в работе московской санитарной организации, а также Пироговского общества; был членом правления общества. В декабре 1916 года избран гласным Московской городской думы.
С 1919 года работал в Государственном институте народного здоровья (ГИНЗ) директором организованного им в составе ГИНЗа Санитарно-гигиенического института. С 1928 года — директор Государственного института экспериментальной терапии и контроля сывороток и вакцин и, одновременно, председатель Учёного медицинского совета Наркомздрава РСФСР. 
В 1928 году постановлением СНК Диатроптову присвоено звание заслуженного деятеля науки РСФСР.
Скончался 12 февраля 1934 года. Похоронен на Новодевичьем кладбище.

## Научная деятельность
В сфере интересов П. Н. Диатроптова были вопросы бактериологии и гигиены, профилактики и лечения инфекционных болезней. Он экспериментально изучал холеру, чуму, сибирскую язву, дифтерию. Он доказал, что холерные вибрионы различного происхождения имеют неодинаковую патогенность; одним из первых в России стал применять бактериологические методы для гигиенических исследований почвы, воды, воздуха. Проведённая Диатроптовым совместно с Д. К. Заболотным (тогда студентом Новороссийского университета) экспериментальная проверка выживаемости холерного вибриона в стоках, бактериологические исследования воды с полей орошения и культивируемых на них овощей позволили опровергнуть существовавшее мнение, что поля орошения могут служить источником распространения холеры. 
Им был написан учебник по гигиене для средних медицинских учебных заведений; он многократно организовывал курсы для санитарных врачей.